# Alberto Franchetti
Alberto Franchetti (18. září 1860, Turín - 4. srpna 1942, Viareggio) byl italský operní skladatel.

## Provedená operní díla
- Asrael (1888)
- Cristoforo Colombo, libreto Luigi Illica (1892)
- Fior d'Alpe (1894)
- Il Signor di Pourceaugnac (1897)
- Germania, libreto Luigi Illica (1902)
- La figlia di Iorio, libreto Gabriele D'Annunzio (1906)
- Notte di Leggenda (1915)
- Giove Pompei, společná skladba s Umberto Giordano (1921)
- Glauco (1922)